# Suhoi Su-17
Suhoi Su-17 (nume de cod NATO: Fitter) a fost un avion de atac sovietic de la avionul Su-7B. A avut parte de o carieră lungă în serviciul sovetic/rus și a fost larg exportat spre forțele aeriene din Blocul Estic și Orientul
Mijlociu.

## Dezvoltare
Căutând să îmbunătățească viteza joasă și performanța de decolare/aterizare a avionului Su-7B, în 1963 Biroul de Proiectare Suhoi cu admisie de la Institutul Central Aerodinamic (TsAGI,"Tsentralniy Aerogidrodinamicheskiy Institut") au creat un demonstrator de tehnologie cu aripă de geometrie variabilă. Avionul Su-7IG (denumire NATO: Fitter-B), transformat dintr-un avion de producție Su-7BM, avea porțiuni interioare fixate cu segmente exterioare care puteau fi întinse la 28°, 45°, ori 62°. O aripă interioară fixată a simplificat construcția, permițând fabricantului să rețină trenul de aterizare al avionului Su-7 și evitând nevoia pentru puncte forte pivotante complexe de sub aripă, și a redus schimbarea în centrul de ridicare relativ spre centrul de masă cu schimbare în aripă. Noua aripă de asemenea avea canale de pană multe cu margini conductoare și flapsuri cu margini-următoare.
Avionul Su-7IG a zburat pentru prima dată pe 2 august 1966 cu V.S. Iliușin la control, devenind primul avion cu geometrie variabilă sovietic. Testarea a dezvăluit că vitezele de decolare și aterizare au scăzut cu 50–60 km/h
în comparație cu avionul Su-7.
Avionul de producție a fost numit Su-17 (denumirea NATO: Fitter-C) și a fost neoficial botezat "Strij" în serviciu.
Un număr total de 2.867 avioane Su-17 și variantele sale au fost construite, din care 1.165 au fost exportate către 15 națiuni.

## Variante
Su-7IG (S-22I, Fitter-B)
Su-17 (S-32, Fitter-B)
Su-17K - versiunea de export pentru Forțele Aeriene Egiptene
Su-17M (Fitter-C)
Su-17M-28
Su-17MKG
Su-17R
Su-17M2 (Fitter-D)
Su-17M2D
Su-17UM (Fitter-D)
Su-17M3 (Fitter-H)
Su-17UM3 (Fitter-G)
Su-17M4 (Fitter-K)
Su-22M5
1. 1 2 3  The International Directory of Military Aircraft 1996/97[*] Verificați valoarea |titlelink= (ajutor)
2. ↑  The International Directory of Military Aircraft 2002/03[*] Verificați valoarea |titlelink= (ajutor)
3. ↑  World Air Forces 2008
4. ↑  World Air Forces 2014[*] Verificați valoarea |titlelink= (ajutor)
5. ↑   http://3v-soft.clan.su/news/istrebitel_bombardirovshhik_su_17/2009-12-23-58 Lipsește sau este vid: |title= (ajutor)